# Bürden
Bürden (Luxemburgs: Bierden, Frans: Burden) is een plaats in de gemeente Erpeldange en het kanton Diekirch in Luxemburg.
Bürden telt 438 inwoners (2001).
Bürden · Erpeldange-sur-Sûre · Ingeldorf

Luxemburgse gemeenten · Kanton Diekirch · Luxemburg